# Crkva sv. Vida u Podgorju Jamničkom
Crkva sv. Vida je rimokatolička crkva u naselju Podgorje Jamničko koje je u sastavu općine Pisarovina.

## Opis dobra
Zidana crkva sagrađena je u šumi 1857. godine u jednostavnim oblicima historicizma. Jednobrodna je građevina pravokutnog tlocrta s užim, blago zaobljenim svetištem, sakristijom i drvenim zvonikom nad glavnim pročeljem. Ima oslikan drveni tabulat i drveno pjevalište. Sačuvan je vrijedan barokni inventar iz 18. stoljeća. Oblikovnim karakteristikama izdvaja se od ostalih sakralnih građevina istog razdoblja u okolici Pisarovine.

## Zaštita
Pod oznakom Z-2070 zavedena je kao nepokretno kulturno dobro – pojedinačno, pravna statusa zaštićena kulturnog dobra, klasificirano kao "sakralna graditeljska baština".